# Publius Gavius
Publius Gavius est un citoyen de la Rome antique.

## Biographie
Membre du municipe de Cosa en Etrurie, il pratique le commerce à Syracuse mais sur ordre de Caius Licinius Verres, est jeté dans les Latomies. Il parvient à s'échapper et déclare publiquement qu'il va accuser le prêteur à Rome. Verres le fait arrêter à Messine, battre de verges et mettre en croix. 
Cicéron décrit son supplice dans le De Suppliciis. 
Marcus Gavius Apallius Maximus est son arrière-petit-fils.